# Dendragama
Dendragama – rodzaj jaszczurek z podrodziny Draconinae w obrębie rodziny agamowatych (Agamidae).

## Zasięg występowania
Rodzaj obejmuje gatunki występujące endemicznie na Sumatrze.

## Systematyka

### Etymologia
Dendragama: gr. δενδρον dendron „drzewo”; rodzaj Agama Daudin, 1802.

### Podział systematyczny
Do rodzaju należą następujące gatunki:
- Dendragama australis Harvey, Shaney, Sidik, Kurniawan & Smith, 2017
- Dendragama boulengeri Doria, 1888
- Dendragama dioidema Harvey, Shaney, Sidik, Kurniawan & Smith, 2017
- Dendragama schneideri (Ahl, 1926)